# Körsbärsfluga
Körsbärsfluga (Rhagoletis cerasi) är en tvåvingeart som först beskrevs av Carl von Linné 1758.  Körsbärsfluga ingår i släktet Rhagoletis och familjen borrflugor. Arten är reproducerande i Sverige. Inga underarter finns listade i Catalogue of Life.

## Bildgalleri

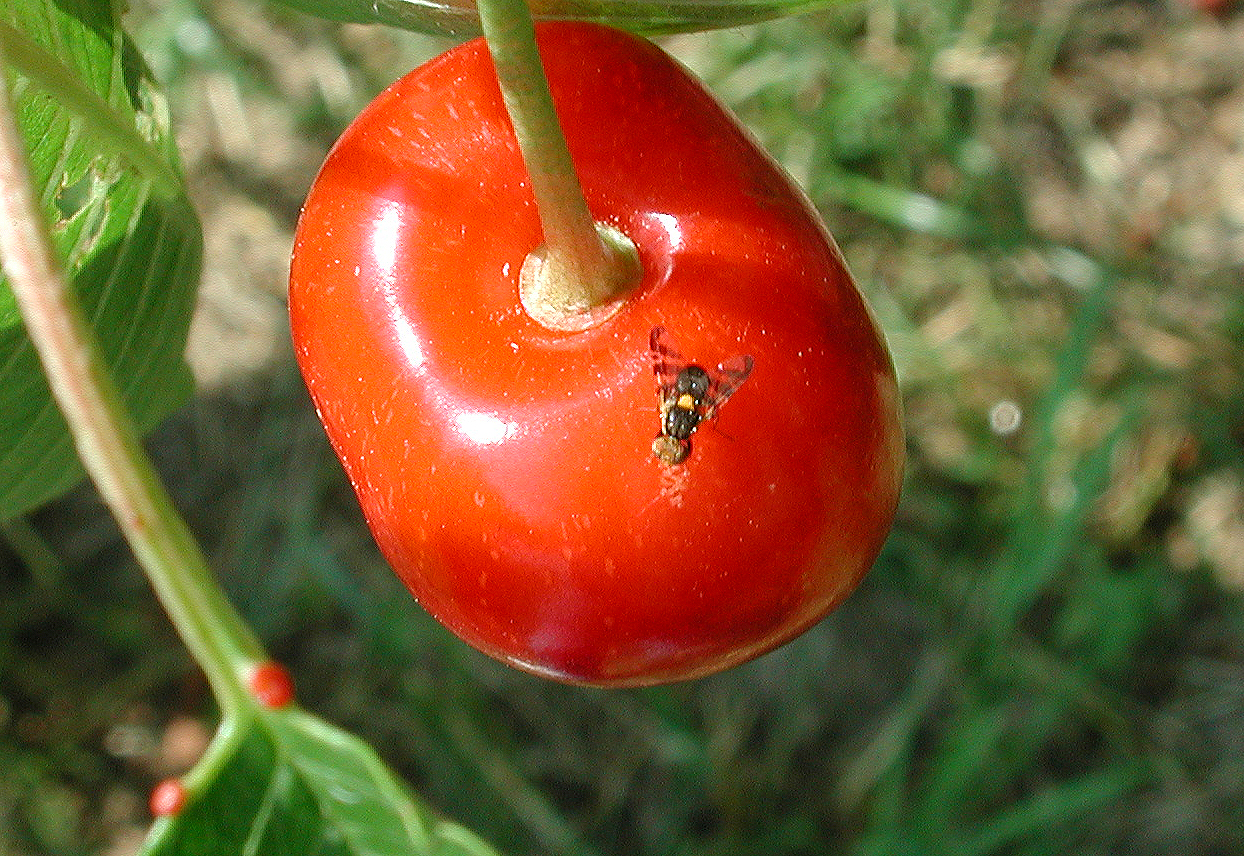
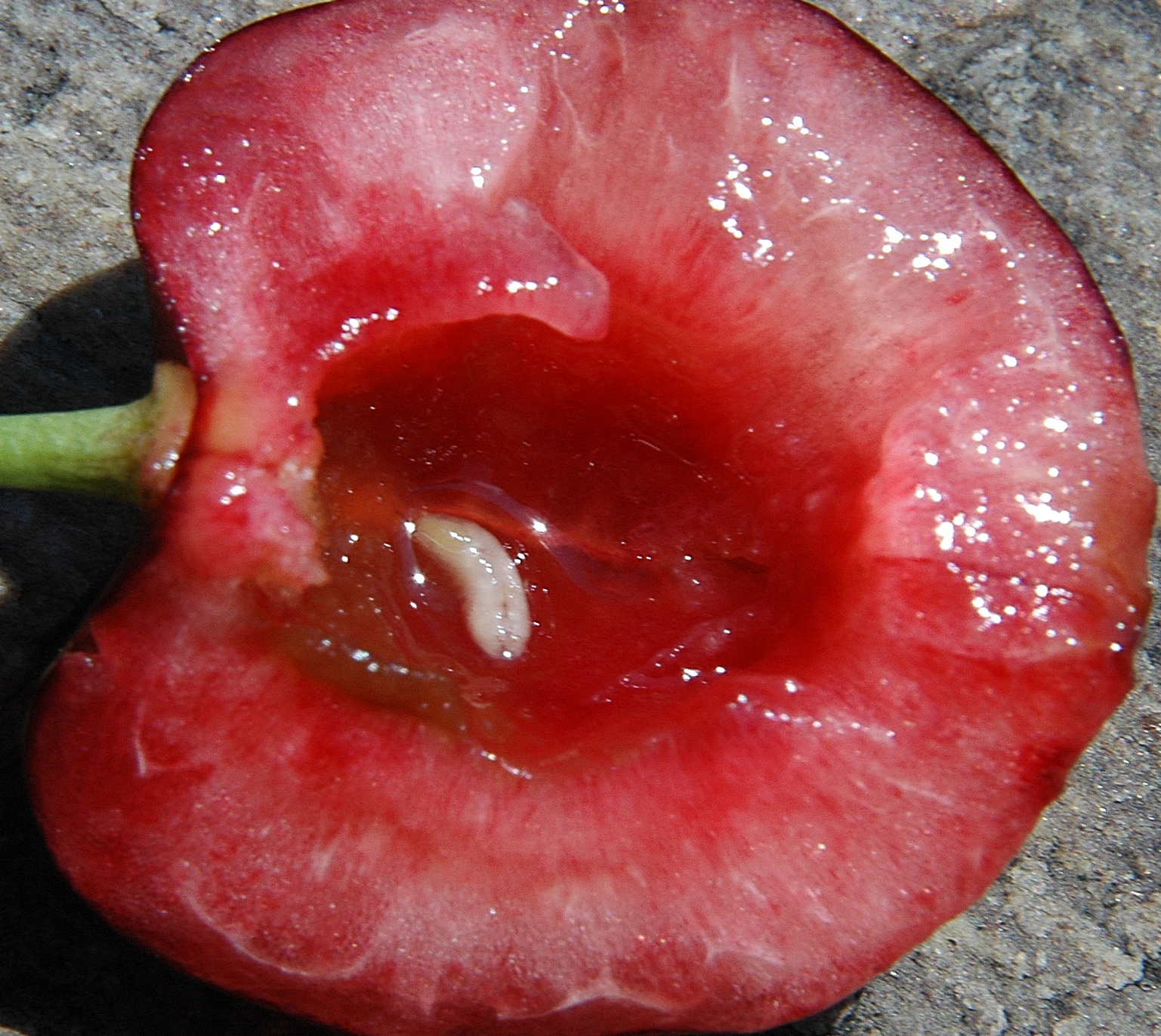
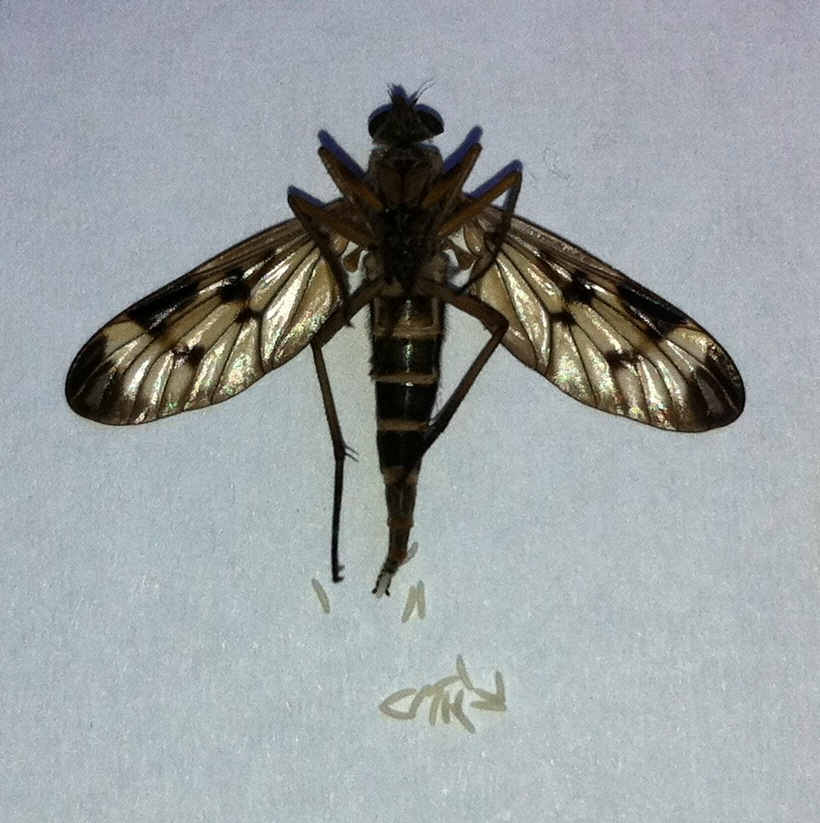